# Tahiru Awudu
Tahiru Awudu (Acra, 10 de marzo del 2000) es un futbolista ghanés que juega de delantero en el Club Deportivo Estepona Fútbol Senior de la Segunda División RFEF.

## Carrera deportiva
Awudu comenzó su carrera deportiva en el Medeama SC ghanés.
El 13 de enero de 2020 fue cedido al Alcobendas Sport de la Tercera División, equipo con el que disputó 8 partidos y marcó 4 goles.
En verano de 2020 fichó, en calidad de cedido, por el C. F. Fuenlabrada, en principio para jugar en el equipo filial del conjunto madrileño. Sin embargo, el 13 de septiembre de 2020, debutó en Segunda División con el primer equipo fuenlabreño, logrando, además, marcar su primer gol en la categoría de plata, en la victoria por 2-0, de su equipo, frente al C. D. Lugo.
El 1 de febrero de 2021, se desvincula del CF Fuenlabrada tras jugar sólo ocho partidos con 215 minutos disputados y firma por el Club Deportivo Badajoz de la Primera División RFEF.
En la temporada 2023-24, firma por el Club Deportivo Estepona Fútbol Senior de la Segunda División RFEF.

## Clubes
| Club                                  | País   | Año         |
| ------------------------------------- | ------ | ----------- |
| Medeama SC                            | Ghana  | 2018-2020.  |
| Alcobendas Sport (cedido)             | España | 2020        |
| C. F. Fuenlabrada (cedido)            | España | 2020 - 2021 |
| Club Deportivo Badajoz                | España | 2021 - 2023 |
| Club Deportivo Estepona Fútbol Senior | España | 2023 - Act. |